# Villasur-Expedition

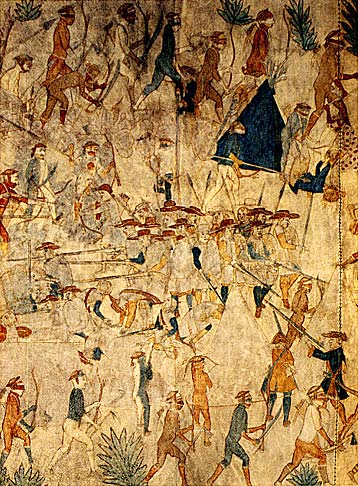
Villasurs Streitmacht ist von Indianern umzingelt. Unter diesen befinden sich auch weiße Männer (rechts vorne), bei denen es sich aller Wahrscheinlichkeit nach um Franzosen handelt. Darstellung eines unbekannten Künstlers auf einer Büffelhaut

Als Villasur-Expedition, benannt nach ihrem Kommandeur, Pedro de Villasur, wird ein Vorstoß in das Gebiet der nordamerikanischen Great Plains bezeichnet, der 1720 von einer spanisch-indianischen Streitmacht des Vizekönigreichs Neuspanien unternommen wurde. Der Zweck dieser Expedition bestand darin, Erkundigungen über französische Aktivitäten in diesem Raum einzuholen und diese nach Möglichkeit zu unterbinden. Ferner sollte durch die spanische Präsenz vor Ort der Anspruch auf dieses Gebiet erneut geltend gemacht werden. Am 14. August 1720 wurde die Expeditionsstreitmacht im Gebiet des Zusammenflusses von Platte River und Loup River im heutigen US-Bundesstaat Nebraska von einer weit überlegenen Streitmacht von Pawnee- und Oto-Kriegern angegriffen. Während des nur kurze Zeit dauernden Kampfes kam ein großer Teil der Expeditionsteilnehmer, darunter auch Villasur, ums Leben.